# Sabirzjan Muminov
Sabirzjan Muminov, född 16 april 1994 i Almaty, är en kazakisk backhoppare. 

## Biografi
Muminov deltog i Världsmästerskapen i nordisk skidsport 2013 i Val di Fiemme med det kazakiska laget som slutade på tolfte plats. 18 januari 2014 gjorde han sin debut i Världscupen i backhoppning i Zakopane. Han blev fyrtiotrea i stor backe i Världsmästerskapen i nordisk skidsport 2015 i Falun. Han tävlade i Världsmästerskapen i nordisk skidsport 2019 i Seefeld/Innsbruck. Muminovs bästa placering i världscupen är en fyrtioandra plats ifrån Val di Fiemme 2019. Han har även en trettionde plats från en Grand Prix-tävling i Hakuba 2018. 